# Вилхелм Райнхард фон Изенбург-Бюдинген
Вилхелм Райнхард фон Изенбург-Бюдинген (на немски: Wilhelm Reinhard von Ysenburg-Büdingen; * 5 май 1719 във Вехтерсбах; † 5 август 1785 във Вехтерсбах) е граф на Изенбург-Бюдинген-Вехтерсбах.
Той е третият син на граф Фердинанд Максимилиан II фон Изенбург-Бюдинген (1692 – 1755) и първата му съпруга графиня Албертина Ернестина фон Изенбург-Бюдинген (1692 – 1724), дъщеря на граф Йохан Казимир фон Изенбург-Бюдинген (1660 – 1693) и София Елизабет фон Изенбург-Бирщайн (1650 – 1692).
Братята му са Фердинанд Казимир I (1716 – 1778), Албрехт Август (1717 – 1782), Карл Лудвиг (1720 – 1785), Волфганг Ернст (1721 – 1751) и Адолф (1722 – 1798). Полубрат е на Лудвиг Максимилиан I (1741 – 1805).
Той Вилхелм Райнхард умира на 5 август 1785 г. във Вехтерсбах на 66 години.

## Фамилия
Вилхелм Райнхард се жени на 20 февруари 1784 г. във Вехтерсбах за графиня Августа Луиза Клементина Хедвиг фон Бентхайм-Щайнфурт (* 3 септември 1755 в Бургщайнфурт; † 15 ноември 1798 във Висбаден), вдовица на племенника му граф Фердинанд Казимир II (1752 – 1780), дъщеря на граф Карл Паул Ернст фон Бентхайм-Щайнфурт (1729 – 1780) и Шарлота София Луиза фон Насау-Зиген (1729 – 1759). Те нямат деца.